# Coppa delle Coppe d'Africa 2001
La Coppa delle Coppe d'Africa 2001 è stata la 27ª edizione della competizione. La stagione è iniziata il 17 gennaio 2001 ed è finita il 1º dicembre 2001.
I sudafricani del Kaizer Chiefs hanno trionfato per la prima volta.

## Turno preliminare
| Squadra 1             | Totale | Squadra 2             | Andata | Ritorno |
| --------------------- | ------ | --------------------- | ------ | ------- |
| Gazelle FC            | 5 - 2  | Sporting              | 5 – 2  | –       |
| Mhlume United         | 0 - 3  | Mogoditshane Fighters | 0 – 3  | 0 – 0   |
| Mukura Victory Sports | 1 - 3  | Atlético Olympic      | 1 – 0  | 0 – 3   |
| Stade Tamponnaise     | 5 - 2  | Lesotho Defence Force | 5 – 0  | 0 – 2   |
| AO Evizo              | 6 - 1  | Deportivo Unidad      | 1 – 0  | 5 – 1   |

## Primo turno
| Squadra 1             | Totale             | Squadra 2        | Andata | Ritorno |
| --------------------- | ------------------ | ---------------- | ------ | ------- |
| Port Autonome         | 1 - 2              | Club Africain    | 1 – 1  | 0 – 1   |
| Gazelle FC            | 2 - 3              | AS Saint-Luc     | 0 – 1  | 2 – 2   |
| Olympic FC            | 0 - 6              | Stade d'Abidjan  | 0 – 2  | 0 – 4   |
| Cercle Olympique      | 0 - 11             | Interclube       | 0 – 3  | 0 – 8   |
| FAR Rabat             | 2 - 1              | Al-Hilal         | 2 – 0  | 0 – 1   |
| AO Evizo              | w/o                | Okwawu United    | –      | –       |
| Steve Biko            | 1 - 2              | CR Béni Thour    | 1 – 0  | 0 – 2   |
| Vita Club Mokanda     | 1 - 1 (4-5 d.c.r.) | Niger Tornadoes  | 1 – 0  | 0 – 1   |
| Atlético Olympic      | w/o                | Kumbo Strikers   | –      | –       |
| Matchedje             | w/o                | Ethiopian Coffee | –      | –       |
| Mathare United        | 2 - 3              | Ismaily          | 1 – 1  | 1 – 2   |
| FC Djivan             | w/o                | Simba SC         | –      | –       |
| Al-Hilal              | 0 - 2              | Zamalek          | 0 – 1  | 0 – 1   |
| Nkana FC              | 3 - 0              | Military Police  | 3 – 0  | –       |
| Mogoditshane Fighters | 4 - 4              | Sunshine SC      | 3 – 2  | 1 – 2   |
| Stade Tamponnaise     | 2 - 3              | Kaizer Chiefs    | 1 – 1  | 1 – 2   |

## Secondo turno
| Squadra 1       | Totale             | Squadra 2        | Andata | Ritorno |
| --------------- | ------------------ | ---------------- | ------ | ------- |
| Club Africain   | 3 - 1              | AS Saint-Luc     | 2 – 0  | 1 – 1   |
| Stade d'Abidjan | 1 - 1 (1-3 d.c.r.) | Interclube       | 1 – 0  | 0 – 1   |
| FAR Rabat       | 3 - 3              | AO Evizo         | 3 – 1  | 0 – 2   |
| CR Béni Thour   | 1 - 2              | Niger Tornadoes  | 1 – 0  | 0 – 2   |
| Kumbo Strikers  | 1 - 0              | Ethiopian Coffee | 1 – 0  | 0 – 0   |
| Ismaily         | 2 - 1              | Simba SC         | 2 – 0  | 0 – 1   |
| Zamalek         | 4 - 2              | Nkana FC         | 2 – 0  | 2 – 2   |
| Sunshine SC     | 0 - 5              | Kaizer Chiefs    | 0 – 2  | 0 – 3   |

## Quarti di finale
| Squadra 1       | Totale | Squadra 2      | Andata | Ritorno |
| --------------- | ------ | -------------- | ------ | ------- |
| Zamalek         | 2 - 3  | Club Africain  | 1 – 0  | 1 – 3   |
| Kaizer Chiefs   | 1 - 1  | Ismaily        | 0 – 0  | 1 – 1   |
| Niger Tornadoes | 1 - 4  | Interclube     | 1 – 0  | 0 – 4   |
| AO Evizo        | 0 - 3  | Kumbo Strikers | 0 – 1  | 0 – 2   |

## Semifinali
| Squadra 1     | Totale | Squadra 2      | Andata | Ritorno |
| ------------- | ------ | -------------- | ------ | ------- |
| Kaizer Chiefs | 3 - 0  | Club Africain  | 2 – 0  | 1 – 0   |
| Interclube    | 4 - 0  | Kumbo Strikers | 3 – 0  | 1 – 0   |

## Finale
L'andata della finale si è disputata il 17 novembre 2001, il ritorno il 1º dicembre.
| Squadra 1  | Totale | Squadra 2     | Andata | Ritorno |
| ---------- | ------ | ------------- | ------ | ------- |
| Interclube | 1 - 2  | Kaizer Chiefs | 1 – 1  | 0 – 1   |